# Gensac-sur-Garonne
Gensac-sur-Garonne település Franciaországban, Haute-Garonne megyében. Lakosainak száma 452 fő (2022. január 1.). Gensac-sur-Garonne Saint-Julien-sur-Garonne, Cazères, Goutevernisse, Rieux-Volvestre és Saint-Christaud községekkel határos.

## Népesség
A település népességének változása:
| Lakosok száma | 238  | 205  | 249  | 312  | 388  | 414  | 442  | 447  | 448  | 452  |
|               | 1968 | 1982 | 1990 | 2006 | 2013 | 2015 | 2017 | 2019 | 2020 | 2022 |